# András Szatmári
András Szatmári (* 3. Februar 1993 in Budapest) ist ein ungarischer Säbelfechter.

## Erfolge
András Szatmári wurde 2018 in Novi Sad mit der Mannschaft Europameister. Zuvor hatte er mit ihr bereits 2015 in Montreux und 2017 in Tiflis den dritten Platz belegt. 2019 folgte in Düsseldorf der Gewinn der Silbermedaille. Bei Weltmeisterschaften sicherte er sich im Mannschaftswettbewerb 2014 in Kasan ebenfalls Bronze und 2016 in Rio de Janeiro Silber. 2017 wiederholte er mit der Mannschaft in Leipzig nicht nur den Erfolg des Vorjahres, sondern feierte außerdem seinen größten Erfolg im Einzel mit dem Titelgewinn. 2018 folgte in Wuxi der Gewinn der Bronzemedaille in der Mannschaftskonkurrenz. 2019 wurde er in Budapest wie schon 2017 sowohl im Einzel- als auch in der Mannschaftskonkurrenz Zweiter. 2022 in Kairo wurde er erneut mit der Mannschaft Vizeweltmeister. Von 2015 bis 2017 wurde er dreimal in Folge ungarischer Meister im Einzel. Bei den 2021 ausgetragenen Olympischen Spielen 2020 in Tokio gewann er mit der Mannschaft die Bronzemedaille. Er bildete mit Áron Szilágyi, Tamás Decsi und Csanád Gémesi ein Team. Nach einem 45:36-Erfolg gegen die US-amerikanische Équipe und einer 43:45-Niederlage gegen Italien trafen die Ungarn im Duell um den dritten Platz auf die deutsche Mannschaft. Mit 45:40 setzten sie sich durch und erhielten damit die Bronzemedaille. Im Einzel kam er nicht über die erste Runde hinaus.
Bei den Olympischen Spielen 2024 in Paris schied Szatmári im Einzel gegen Boladé Apithy aus Frankreich mit 13:15 erneut in seinem ersten Kampf aus. In der Mannschaftskonkurrenz erreichte er hingegen gemeinsam mit Áron Szilágyi, Csanad Gémesi und Krisztián Rabb das Finale, nachdem in der ersten Runde Italien mit 45:38 und im anschließenden Halbfinale Iran mit 45:43 bezwungen wurden. Dort trafen die Ungarn auf die Équipe Südkoreas, der sie mit 41:45 unterlagen und damit die Silbermedaille gewannen.